# داريل بانكس
داريل بانكس (بالإنجليزية: Darrell Banks)‏ هو مغني أمريكي، ولد في 25 يوليو 1937 في مانسفيلد في الولايات المتحدة، وتوفي في 24 فبراير 1970 في ديترويت في الولايات المتحدة.

## وصلات خارجية
- داريل بانكس على موقع ميوزك برينز (الإنجليزية)
- داريل بانكس على موقع أول ميوزيك (الإنجليزية)
- داريل بانكس على موقع ديسكوغز (الإنجليزية)